# Tazz
Peter Senerchia, znany jako Tazz (ur. 11 października 1967 w Nowym Jorku) – amerykański wrestler. Jest obecnie komentatorem w federacji Total Nonstop Action Wrestling. Dwa razy posiadał pas ECW Heavyweight Championship, jeden raz posiadał pas ECW Television Championship, trzy razy pas ECW Tag Team World Championship i dwa razy FTW Heavyweght Championship.
Zadebiutował w 1987 w Portoryko. Od 1992 do 1999 walczył w organizacji ECW, następnie przeniósł się do WWF. W 2002, w wyniku odniesionej kontuzji, zakończył karierę. Do 2009 był komentatorem w World Wrestling Entertainment. W 2009 przeniósł się do TNA.

## Osiągnięcia
Century Wrestling Alliance
- CWA Light Heavyweight Champion

Extreme Championship Wrestling
- 2x ECW FTW Heavyweight Championship
- 2x ECW World Heavyweight Championship
- 3x ECW World Tag Team Championship
- 2x ECW World Television Championship

Międzynarodowe Mistrzostwa Świata klasy Championship wrestling
- IWCCW Light Heavyweight Championship

Pro Wrestling Illustrated
- 10. miejsce w rankingu 500. najlepszy wrestlerów na świecie w 1999

World Wrestling Federation / Entertainment
- 3x WWF Hardcore Championship
- 1x WWF Tag Team Championship